# Amarok (Spaanse band)
Amarok was een Catalaanse progressieve rockband, genoemd naar het Eskimowoord voor 'wolf '. De muziek is deels geïnspireerd op mediterrane en middeleeuwse invloeden. De band werd in 1990 opgericht door Robert Santamaria (multi-instrumentalist) en Lídia Cerón (zang). De band werd in 2008 opgeheven en had in 2015 een 'one-off reünie'.
Een thema waar de band vaak nadruk op legt betreft milieukwesties. Veel van het materiaal werd opgenomen met apparatuur gebruikmakend van zonne-energie.

## Discografie
- Els nostres petits amics (opgenomen in een thuisstudio met apparatuur op zonne-energie )
- Canciones de los mundos perdidos (1995, Lyricon)
- Gibra'ara (1998, Beringia)
- Tierra de especias (2000, opgenomen met alleen zonne-energie)
- Mujer Luna (2002)
- Quentadharken (2004, Tecnosaga)
- Sol de Medianoche (2007)
- Gouveia 2005 (2011)
- Hayat Yolunda (Weg van het leven) (2015)
- El Ojo Del Mundo (2021)